# Tam thừa

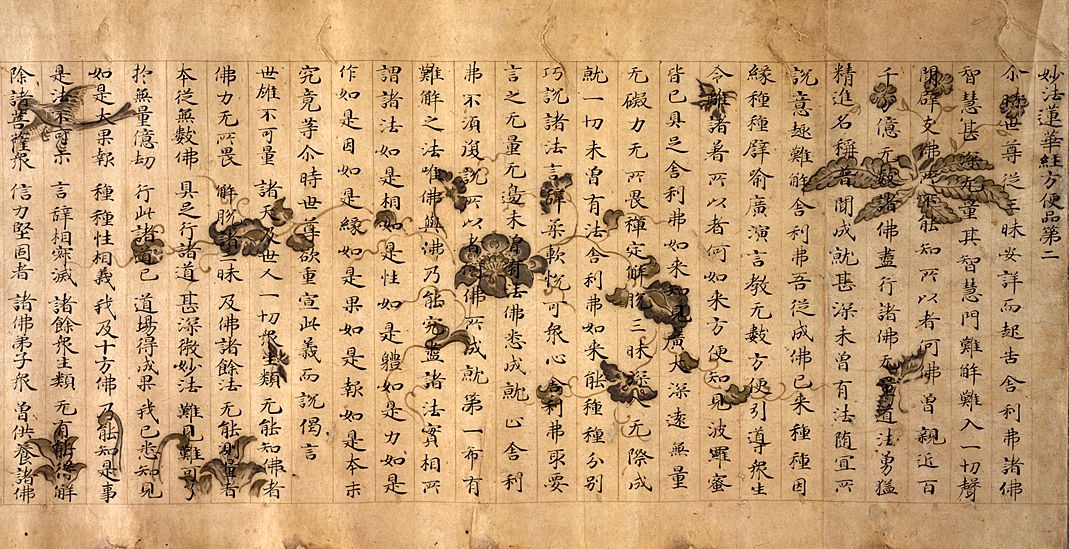
Phẩm Phương tiện trong kinh Pháp Hoa có giải thích nguyên do Phật từ nhất thừa phân biệt thành tam thừa.

Tam thừa (sa. triyāna, Hán tự: 三乘) theo quan niệm Phật giáo Đại thừa là ba con đường tu hành chính giúp hành giả đạt đến sự giải thoát hay chứng được Niết-bàn ở các cấp độ khác nhau. Ba phương pháp tu đó là: Thanh Văn thừa (sa. śrāvakayāna), Duyên Giác thừa (sa. pratyekabuddhayāna) và Bồ-tát thừa (sa. bodhisattvayāna). Theo kinh Diệu Pháp Liên Hoa, hành trình đến sự giải thoát chỉ có duy nhất một con đường là Phật thừa (hay Nhất thừa, sa. Ekayāna), tuy nhiên do căn cơ chúng sinh khác nhau mà từ một Phật thừa phân biệt giảng nói thành ba thừa (Phẩm 2. Phương Tiện) để cho mọi chúng hữu tình đều có thể giác ngộ.

## Thanh Văn thừa (Śrāvakayāna)

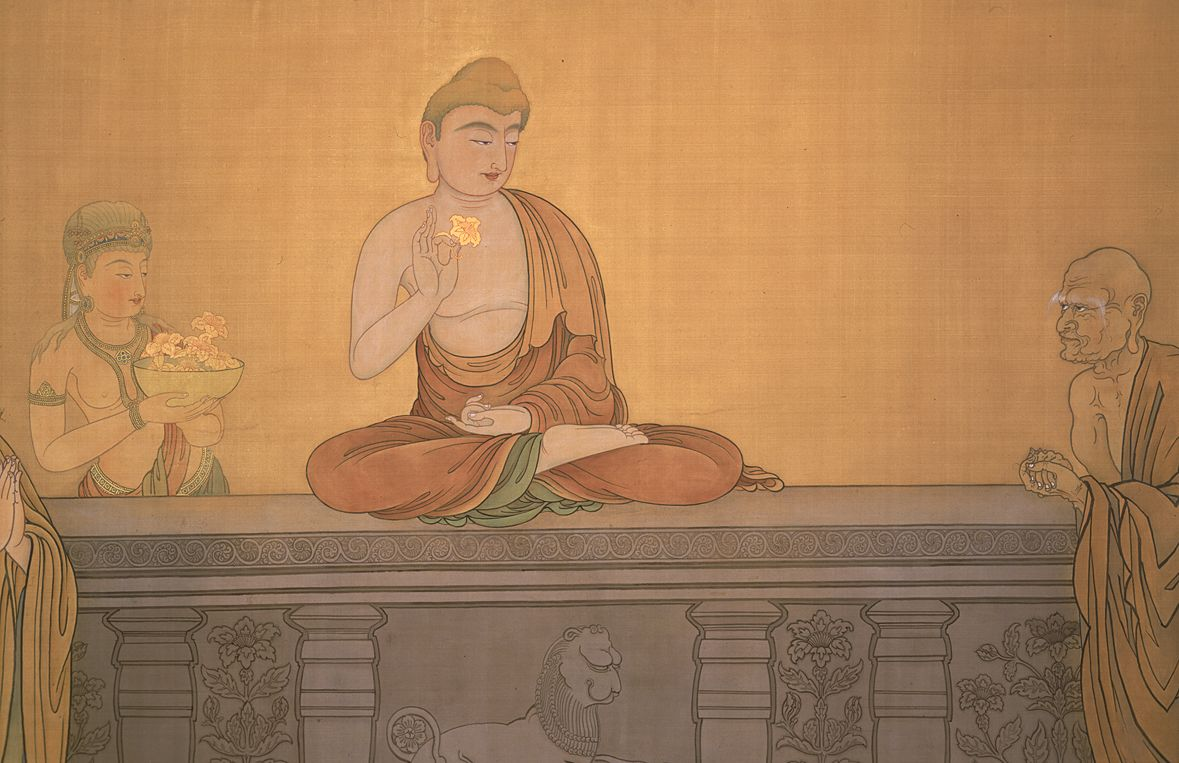
Đại Ca-diếp (Sa. Mahākāśyapa) là một vị A-la-hán nổi tiếng trong hầu hết các tông phái của Phật giáo. Trong hình miêu tả điển tích "Niêm hoa vi tiếu", đức Phật nhấc cành hoa sen lên và trong pháp hội chỉ có ngài Ca-diếp hiểu, mỉm cười. Ngài được xem là sơ tổ của Thiền tông.

Thanh Văn thừa là phương pháp tu hành của những vị đệ tử xuất gia (gồm tỳ-kheo, tỳ-kheo-ni) tu học theo Phật toàn giác (như Phật Thích Ca) với mục đích tột cùng là đắc quả A-la-hán (sa. Arhat hay trong một số văn bản dùng là Sāvakabuddha). Nhiều học giả gọi Thanh Văn thừa là Tiểu thừa (sa. Hinayana) vì cho rằng con đường này không thể độ được các chúng sinh khác đắc đạo (tha lực) mà chỉ có thể giúp người tu hành chứng ngộ và bản thân A-la-hán chưa phải là Phật quả. Nội dung tu học của Thanh Văn thừa chủ yếu xoay quanh chân lý Tứ diệu đế (Sa. catvāry āryasatyāni) bao gồm Khổ đế (chỉ ra khổ của mọi chúng sinh bao gồm bát khổ, tam khổ), Tập đế (chỉ ra nguyên nhân của sự khổ đau: do vô minh), Diệt đế (chỉ ra phương pháp tiêu trừ khổ đau) và Đạo đế (hay Bát chính đạo: cách thức tu tập để thoát khỏi khổ đau). Người tu hành theo Thanh Văn thừa có thể đốn ngộ (chứng đạt Niết-bàn ngay tức khắc) hoặc tiệm ngộ (chứng đạt Niết-bàn qua một quá trình dài lâu). Có bốn cấp bậc đạo quả mà hành giả đạt được khi tu theo Thanh Văn thừa (tức Tứ thánh quả), bao gồm:
- Sơ quả Nhập Lưu hay Thất Lai: tức quả Tu-đà-hoàn (Sotāpatti) là quả đầu tiên do hành giả chứng được sau khi phá được ba kiết sử: Thân kiến, Giới cấm thủ, và Nghi. Người đã đắc quả Nhập Lưu sẽ không còn bị đọa sinh vào ba cõi ác: địa ngục (sa. Naraka), Ngạ quỷ, Súc sinh trong đời vị lai và chắc chắn sẽ đắc quả A-la-hán sau bảy kiếp nữa.
- Nhị quả Nhất Lai: tức quả Tư-đà-hàm (Sakadāgāmī), người chứng nhị quả này làm giảm nhẹ 2 kiết sử tham, sân và sẽ là Người đắc nhị quả, chỉ còn tái sinh thêm một lần nữa thì đắc quả A-la-hán.
- Tam quả Bất Lai: tức quả A-na-hàm (Anāgāmī), người đắc quả A-na-hàm đã phá xong 2 kiết sử tham, sân (dù hai kiết sử này vẫn ở trạng thái vi tế). không tái sinh cõi người nữa mà được sinh lên tầng thiên rồi tu đến khi đắc đạo.
- Tứ quả A-la-hán: tức quả vị cuối cùng của bốn thánh quả khi tu hạnh Thanh Văn, vị này đã phá xong 10 kiết sử, những vị đã chứng quả A-la-hán đã thoát khỏi vòng quay luân hồi mà hưởng sự tĩnh tịch nơi Niết-bàn. Các vị A-la-hán được gọi là các vị vô học vì các ngài đã thông suốt chân lý nên không cần học thêm nữa trong khi các quả khác gọi là bậc hữu học vì còn phải học tập để đạt tới sự giải thoát.

Tuy nhiên, quả vị A-la-hán chưa phải là sự giác ngộ viên mãn, tột cùng theo quan niệm Đại thừa. Theo Tạp A Tì Đàm Tâm (quyển 5) và Câu Xá Luận (quyển 25), tùy theo căn tính nhanh hay chậm thì A-la-hán được chia thành sáu bậc:
- Thoái Pháp A La Hán, cũng gọi là Thoái Tướng A La Hán: chỉ những vị mới chỉ gặp một ít ác duyên đã dễ dàng đánh mất quả vị đã chứng được.
- Tư Pháp A La Hán, cũng gọi là Tử Tướng A La Hán: chỉ những vị lo sợ bị mất quả vị A La Hán mà nghĩ đến việc tự sát.
- Hộ Pháp A La Hán, cũng gọi Thủ Tướng A La Hán: chỉ những vị có khả năng giữ gìn, không để mất quả vị.
- An Trụ Pháp A La Hán, cũng gọi là Trụ Tướng A La Hán, chỉ những vị không lui cũng không tiến mà ở yên nơi quả vị.
- Kham Đạt Pháp A La Hán, cũng gọi là Khả Tiến Tướng A La Hán, chỉ những vị có khả năng tiến tới nhanh chóng mà đạt đến pháp Bất Động.
- Bất Động Pháp A La Hán, cũng gọi là Bất Hoại Tướng A La Hán, chỉ những vị vĩnh viễn không đánh mất pháp đã chứng được.

## Duyên Giác thừa (Pratyekabuddhayāna)

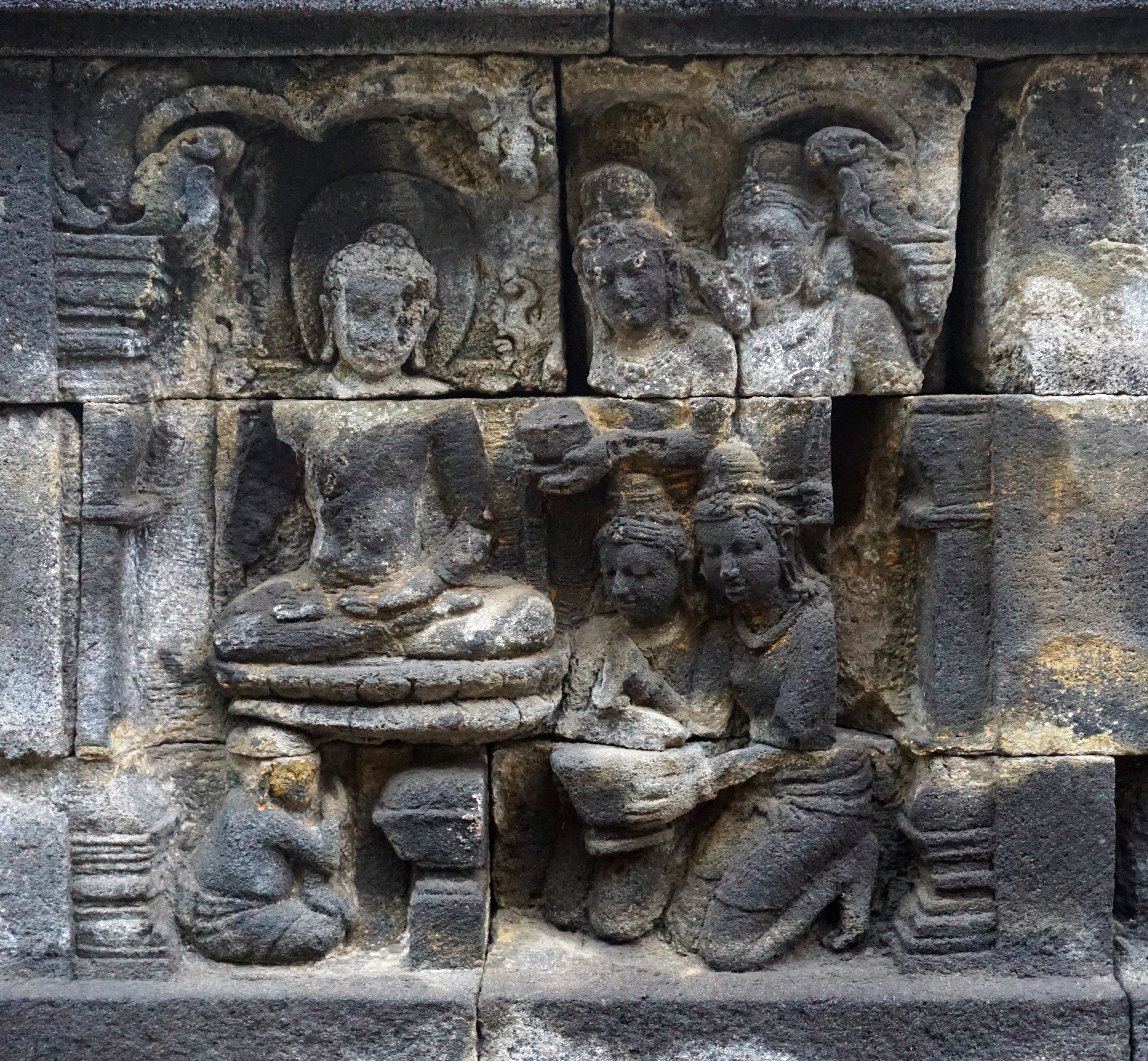
Phù điêu Bích-Chi Phật nhận thí thực.

Bích Chi Phật (Sa. Pratyekabuddha) là một vị Phật đã giác ngộ nhưng không có khả năng giáo hóa chúng sinh đắc quả Vô thượng nên kém hơn Phật Toàn Giác (Vô Thượng Chính Đẳng Chính Giác). Duyên Giác thừa thuộc hạng Trung thừa (nằm giữa Thanh Văn thừa và Bồ-tát thừa). Hành giả trên con đường này chủ yếu tu theo thuyết Thập Nhị Nhân Duyên (Duyên khởi) mà đắc đạo. Có hai nhóm Bích Chi Phật đó là
- Duyên Giác Phật: những vị do căn tu hành nhờ nghe theo Phật Toàn giác mà chứng được Phật quả.
- Độc Giác Phật: những vị tự chứng ngộ lý Duyên khởi mà không thầy chỉ dạy mà chứng được Phật quả. Theo một số học giả, Độc Giác Phật thực ra là Duyên Giác Phật là do các vị này đã từng được thụ giáo thuyết Duyên khởi bởi Phật Toàn giác, sau đó sinh lên cõi Thiên tiếp tục tu. Sau đó hóa về kiếp người (khi Phật Toàn Giác đã diệt độ), do căn tu đã được gieo trồng từ trước nên chứng được thuyết Thập nhị nhân duyên, đắc Phật quả.

## Bồ-tát thừa (Bodhisattvayāna)

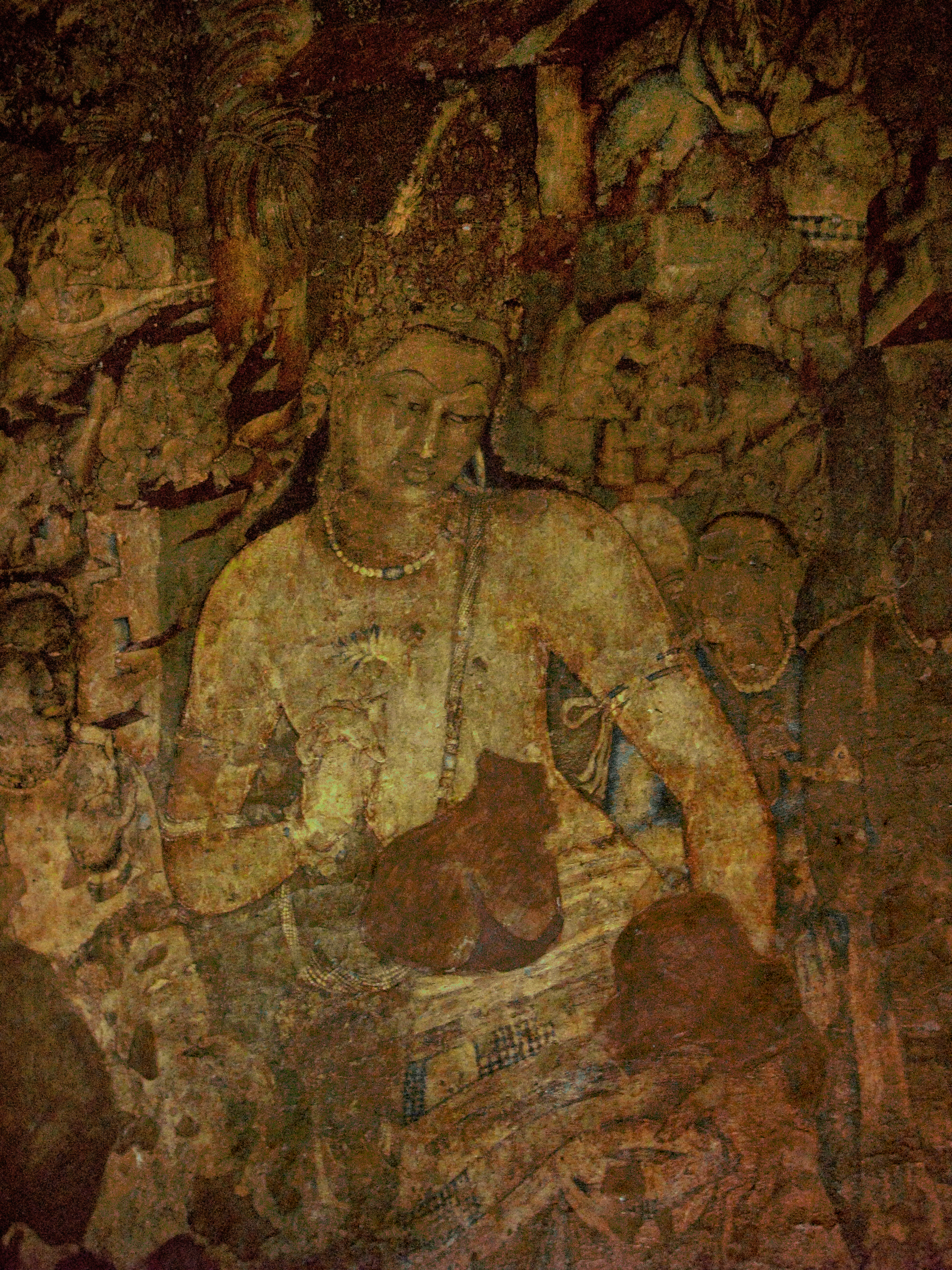
Quán Thế Âm Bồ-tát

Bồ-tát thừa (Bodhisattvayāna) hay Bồ tát đạo được xem là Đại thừa vì những chúng sinh nào tu theo con đường này sẽ đưa đến quả Vô Thượng Chính Đẳng Chính Giác (A-nậu-đa-la Tam-miệu Tam-bồ-đề, Sa. Anuttara-samyak-sambodhi), bất kỳ ai cũng có thể thụ giới Bồ-tát (gồm 10 giới trọng, 48 giới khinh trong kinh Phạm Võng Bồ Tát Giới) và tu theo Bồ-tát thừa dù là bậc xuất gia (Tỳ-kheo, Tỳ-kheo ni) hay bậc tại gia/hàng bạch y (ưu-bà-tắc/ cận sự nam như trưởng giả Duy-ma-cật trong Duy-ma-cật sở thuyết kinh, ưu-bà-di/ cận sự nữ). Phương pháp tu hạnh chính của con đường này là thực hành các ba-la-mật-đa (sa. paramita), theo dòng văn Bát-nhã và một số kinh điển khác như kinh Diệu Pháp Liên Hoa thì có lục độ: Bố thí (dana), Trì giới (śīla), Nhẫn (kṣānti), Tinh tấn (vīrya), Thiền định (dhyāna), Trí huệ (prajñā); trong phẩm Thập Địa, kinh Đại Phương Quảng Phật Hoa Nghiêm có bổ sung thêm bốn ba-la-mật đó là Phương Tiện, Nguyện, Lực, Trí.
Bồ-tát hay gọi đầy đủ là Bồ-đề-tát-đỏa (sa. Bodhisattva) là những chúng sinh có nguyện lực lớn muốn vừa tự giải thoát chính mình (tự giác) vừa cứu độ những chúng sinh khác (tha giác). Một vị Bồ-tát có thể phát nguyện thành Phật mới độ chúng sinh (như Phật Vô Lượng Thọ, Phật Dược Sư Lưu Ly Quang Vương, Phật Bất Động...) hoặc độ chúng sinh rồi mới thành Chính quả (như ngài Địa Tạng Vương Bồ-tát); một số trường hợp thì dù đã đắc quả Vô thượng nhưng vì thương xót chúng sinh nên mới hiện thân làm Bồ-tát (như ngài Quán Thế Âm Bồ-tát trong kinh Đại Bi Tâm Đà-la-ni). Theo kinh Phạm Võng, kinh Anh Lạc thì có 52 cấp bậc của Bồ-tát (xếp từ thấp lên cao) là:
- Thập Tín vị: Tín tâm, Niệm tâm, Tinh tấn tâm, Huệ tâm, Định tâm, Bất thoái tâm, Hồi hướng tâm, Hộ pháp tâm, Giới tâm và Nguyện tâm.
- Thập Trụ vị: Phát tâm trụ, Trị địa tâm trụ, Tu hành tâm trụ, Sinh quý tâm trụ, Phương tiện cụ trúc tâm trụ, Chánh tâm trụ, Bất thoái tâm trụ, Đồng chân tâm trụ, Pháp vương tử tâm trụ và Quán đảnh tâm trụ.
- Thập Hạnh vị: Hoan hỷ tâm hạnh, Nhiêu ích tâm hạnh, Vô sân hận tâm hạnh, Vô tận tâm hạnh, Ly si loạn tâm hạnh, Thiện hiện tâm hạnh, Vô trước tâm hạnh, Tôn trọng tâm hạnh, Thiện pháp tâm hạnh và Chân thật tâm hạnh.
- Thập Hồi hướng vị: Cứu độ nhất thiết chúng sinh ly chúng sinh tướng hồi hướng tâm, Bất hoại hồi hướng tâm, Đẳng nhất thiết Phật hồi hướng tâm, Chí nhất thiết xứ hồi hướng tâm, Vô tận công đức hồi hướng tâm, Tuỳ thuận bình đẳng thiện căn hồi hướng tâm, Tuỳ thuận đẳng quan nhất thiết chúng sinh hồi hướng tâm, Như tướng hồi hướng tâm, Vô phược giải thoát hồi hướng tâm, Pháp giới vô lượng hồi hướng tâm.
- Thập Địa: Hoan hỷ địa, Ly cấu địa, Phát quang địa, Diệm huệ địa, Nan thắng địa, Hiện tiền địa, Viễn hành địa, Bất động địa, Thiện huệ địa và Pháp vân địa.
- Ngoài ra trên bậc Thập Địa là Đẳng Giác Bồ Tát, sau khi mãn được Đẳng Giác thời thành Diệu Giác (tức Phật Chính Đẳng Chính Giác).

Thập Trụ vị, Thập Hạnh vị, Thập Hồi hướng vị được gọi chung là 30 bậc Hiền; Thập địa được gọi là 10 bậc thánh. Thông thường, những vị đã chứng được Viễn hành địa trở lên được gọi là Đại Bồ-tát, Đại sĩ hay Ma-ha-tát-đỏa (Mahasattva) như Quán Thế Âm Bồ-tát, Địa Tạng Vương Bồ-tát, Văn-thù-sư-lợi Bồ-tát, Phổ Hiền Bồ-tát, Đại Thế Chí Bồ-tát, Di-lặc Bồ-tát (A-dật-đa Bồ-tát), Hư Không Tạng Bồ-tát, Trừ Cái Chướng Bồ-tát...

## Nhất thừa (Ekayāna)
Trong Phẩm 2. Phương tiện của Kinh Diệu Pháp Liên Hoa, Phật Thích-ca có thuyết rằng chỉ có một Phật thừa duy nhất. Tuy nhiên, chúng sinh có căn tính khác nhau nên sự lĩnh hội cũng khác nhau do đó mới từ một Phật thừa mà nói thành tam thừa là Thanh Văn thừa, Duyên Giác thừa và Bồ-tát thừa để mọi chúng sinh đều có thể giác ngộ, thoát khỏi khổ đau. Trong phẩm 3. Thí dụ, Phật có đưa ra thí dụ minh họa cho ý niệm trên: nhà một vị trưởng giả bị cháy (tượng trưng cho cõi Ta-bà sa. Saha), ông trưởng giả (ẩn dụ cho đức Phật) chạy thoát được ra ngoài trong khi ba đứa con của ông (ẩn dụ cho chúng sinh) vẫn mẩn mê chơi bời trong ngôi nhà cháy rực ấy. Biết căn tính các con thích đồ chơi mới lạ trưởng giả nói lớn với các con rằng sẽ cho các con, mỗi người một trong ba cỗ xe (con đường tu thoát): cỗ xe dê, xe hươu và xe trâu, thế là các con vì phấn khích nên mới chạy ra khỏi ngôi nhà cháy. Sau đó, trưởng giả biết mình giàu có nên những cỗ xe tầm thường ấy không xứng với các con do đó ông quyết định cho mỗi người con cỗ xe đẹp, lớn, giăng châu báu giống nhau, mà không phân biệt (ẩn dụ cho Nhất thừa).